# Puchar Narodów Afryki w piłce nożnej kobiet
Puchar Narodów Afryki w piłce nożnej kobiet (ang. Africa Women Cup of Nations) – międzynarodowy turniej piłkarski w Afryce organizowany co dwa lata przez CAF (ang. Confederation of African Football) dla zrzeszonych reprezentacji krajowych kobiet. Pełnią funkcję kwalifikacji do mistrzostw świata – do światowego czempionatu awans uzyskują dwa najlepsze zespoły danej edycji turnieju Afryki.
Do 2015 roku rozgrywki znane były jako Mistrzostwa Afryki w piłce nożnej kobiet (Africa Women's Championship). 6 sierpnia 2015 roku CAF podjęło decyzję o zmianie nazwy turnieju na podobną do męskiego odpowiednika tj. Pucharu Narodów Afryki

## Historia
Turniej rozgrywany jest od 1991 roku. Pierwsze dwie edycje rozgrywane były systemem pucharowym (mecz i rewanż, włącznie z finałem), nie było organizowanego turnieju finałowego.
Od III edycji, po meczach eliminacyjnych, w turnieju 8 drużyn najpierw zostały podzielone na 2 grupy, a potem czwórka najlepszych zespołów systemem pucharowym wyłoniła mistrza.
W dotychczasowych dwunastu edycjach dziesięciokrotnie triumfowały piłkarki z Nigerii. W pozostałych dwóch edycjach, w 2008 i 2012 roku zwycięstwo przypadło drużynie z Gwinei Równikowej.

## Finały
| Rok            | Gospodarz         |                       | Finał                      | Finał              | Finał                         |                            | Mecz o 3 miejsce  | Mecz o 3 miejsce | Mecz o 3 miejsce |  | Liczba finalistów |
| Rok            | Gospodarz         | Mistrz                | Wynik                      | Wicemistrz         | Trzecie miejsce               | Wynik                      | Czwarte miejsce   |                  |                  |  | Liczba finalistów |
|                |                   | Mistrzostwa Afryki    | Mistrzostwa Afryki         | Mistrzostwa Afryki |                               |                            |                   |                  |                  |  |                   |
| -------------- | ----------------- | --------------------- | -------------------------- | ------------------ | ----------------------------- | -------------------------- | ----------------- | ---------------- | ---------------- |  | ----------------- |
| 1991 Szczegóły | dwumecz           | Nigeria               | 2 − 0 4 − 0                | Kamerun            | Gwinea Zambia                 | Gwinea Zambia              | Gwinea Zambia     |                  |                  |  |                   |
| 1995 Szczegóły | dwumecz           | Nigeria               | 4 − 1 7 − 1                | Południowa Afryka  | Angola Ghana                  | Angola Ghana               | Angola Ghana      |                  |                  |  |                   |
| 1998 Szczegóły | Nigeria           | Nigeria               | 2 − 0                      | Ghana              | Demokratyczna Republika Konga | 3 − 3 po dogr. karne 3 − 1 | Kamerun           | 8                |                  |  |                   |
| 2000 Szczegóły | Południowa Afryka | Nigeria               | 2 − 0 (przerw. 73')        | Południowa Afryka  | Ghana                         | 6 − 3                      | Zimbabwe          | 8                |                  |  |                   |
| 2002 Szczegóły | Nigeria           | Nigeria               | 2 − 0                      | Ghana              | Kamerun                       | 3 − 0                      | Południowa Afryka | 8                |                  |  |                   |
| 2004 Szczegóły | Południowa Afryka | Nigeria               | 5 − 0                      | Kamerun            | Ghana                         | 0 − 0 po dogr. karne 6 − 5 | Etiopia           | 8                |                  |  |                   |
| 2006 Szczegóły | Nigeria           | Nigeria               | 1 − 0                      | Ghana              | Południowa Afryka             | 2 − 2 po dogr. karne 5 − 4 | Kamerun           | 8                |                  |  |                   |
| 2008 Szczegóły | Gwinea Równikowa  | Gwinea Równikowa      | 2 − 1                      | Południowa Afryka  | Nigeria                       | 1 − 1 po dogr. karne 5 − 4 | Kamerun           | 8                |                  |  |                   |
| 2010 Szczegóły | Południowa Afryka | Nigeria               | 4 − 2                      | Gwinea Równikowa   | Południowa Afryka             | 2 − 0                      | Kamerun           | 8                |                  |  |                   |
| 2012 Szczegóły | Gwinea Równikowa  | Gwinea Równikowa      | 4 − 0                      | Południowa Afryka  | Kamerun                       | 1 − 0                      | Nigeria           | 8                |                  |  |                   |
| 2014 Szczegóły | Namibia           | Nigeria               | 2 − 0                      | Kamerun            | Wybrzeże Kości Słoniowej      | 1 − 0                      | Południowa Afryka | 8                |                  |  |                   |
|                |                   | Puchar Narodów Afryki |                            |                    |                               |                            |                   |                  |                  |  |                   |
| 2016 Szczegóły | Kamerun           | Nigeria               | 1 − 0                      | Kamerun            | Ghana                         | 1 − 0                      | Południowa Afryka | 8                |                  |  |                   |
| 2018 Szczegóły | Ghana             | Nigeria               | 0 − 0 po dogr. karne 4 − 3 | Południowa Afryka  | Kamerun                       | 4 − 2                      | Mali              | 8                |                  |  |                   |
| 2020 Szczegóły | Kongo             | brak flagi            | Nie rozegrano              | brak flagi         | brak flagi                    | Nie rozegrano              | brak flagi        | 8                |                  |  |                   |
| 2022 Szczegóły | Maroko            | Południowa Afryka     | 2 − 1                      | Maroko             | Zambia                        | 1 − 0                      | Nigeria           | 12               |                  |  |                   |
| 2024 Szczegóły | Maroko            | Nigeria               | 3 − 2                      | Maroko             | Ghana                         | 1 − 1 po dogr. karne 4 − 3 | Południowa Afryka | 12               |                  |  |                   |

## Statystyki

### Tabela miejsc
| #     | Państwo                       | Wygrane | Finalistki | 3 miejsce | 4 miejsce | Razem |
| ----- | ----------------------------- | ------- | ---------- | --------- | --------- | ----- |
| 1     | Nigeria                       | 12      | 0          | 1         | 2         | 15    |
| 2     | Gwinea Równikowa              | 2       | 1          | 0         | 0         | 3     |
| 3     | Południowa Afryka             | 1       | 5          | 2         | 4         | 12    |
| 4     | Kamerun                       | 0       | 4          | 3         | 4         | 11    |
| 5     | Ghana                         | 0       | 3          | 5         | 0         | 8     |
| 6     | Maroko                        | 0       | 2          | 0         | 0         | 2     |
| 7     | Angola                        | 0       | 0          | 1         | 0         | 1     |
| 7     | Demokratyczna Republika Konga | 0       | 0          | 1         | 0         | 1     |
| 7     | Gwinea                        | 0       | 0          | 1         | 0         | 1     |
| 7     | Zambia                        | 0       | 0          | 2         | 0         | 2     |
| 7     | Wybrzeże Kości Słoniowej      | 0       | 0          | 1         | 0         | 1     |
| 8     | Etiopia                       | 0       | 0          | 0         | 1         | 1     |
| 8     | Mali                          | 0       | 0          | 0         | 1         | 1     |
| 8     | Zimbabwe                      | 0       | 0          | 0         | 1         | 1     |
| Razem | Razem                         | 15      | 15         | 17        | 13        | 60    |